# Philippe Müntz
Pour les articles homonymes, voir Muntz.
Philippe Muntz est un homme politique français né le 8 septembre 1783 à Soultz-sous-Forêts (Bas-Rhin) et mort le 25 février 1865 à Drachenbronn (Bas-Rhin).

## Biographie
Notaire, maire de Soultz-sous-Forêts, il est député du Bas-Rhin de 1831 à 1834, siégeant dans la majorité soutenant la Monarchie de Juillet.

## Sources
- « Philippe Müntz », dans Adolphe Robert et Gaston Cougny, Dictionnaire des parlementaires français, Edgar Bourloton, 1889-1891 [détail de l’édition]